# Дзвінець вузьколистий
Дзвінець вузьколистий (Rhinanthus glacialis) — вид квіткових рослин родини вовчкових (Orobanchaceae).

## Біоморфологічна характеристика
Це напівпаразитична трав'яниста однорічна рослина (5)25–30(60) см заввишки. Стебло пряме, розгалужене або нерозгалужене, запушене. Листки супротивні, сидячі, лінійні чи лінійно-ланцетні, довші за міжвузля. Квітки ростуть у верхівкових китицях. Віночок 2-губий, 15–20 мм завдовжки, жовтий, верхня губа шоломоподібна з блакитними зубчиками, нижня 3-зубчаста. Плід — коробочка. 2n=14.

## Поширення
Австрія, Чехія, Словаччина, Франція, Німеччина, Італія, Швейцарія, Хорватія, Словенія, Сербія.
В Україні вид росте на кам'янистих схилах — у Карпатах